# Duvilicio Figueroa
Duvilicio Figueroa (ur. 1944) – wenezuelski zapaśnik walczący w stylu wolnym. Zdobył dwa medale na igrzyskach boliwaryjskich, srebrny w 1977 roku. Sędzia zapaśniczy i działacz federacji zapaśniczej Wenezueli.